# Dra Abú el-Naga
Dra Abú el-Naga je lokalita nacházející se na západním břehu řeky Nil nedaleko egyptského města Luxor. Tato archeologická oblast leží severně od nekropole Asasif na okraji skalní kotliny nedaleko Dér el-Bahrí.
Tato nekropole byla v období 17. dynastie využívána jako královské pohřebiště. Pravděpodobně se zde nachází hrobka faraona Amenhotepa I. V období Nové říše sloužilo pohřebiště jako hřbitov pro thébské úředníky. Později byl na kopci nad tímto hřbitovem postaven koptský klášter Dér el-Bachít.